# Rory Lamont
Pour les articles homonymes, voir Lamont.
Pas d'image ? Cliquez ici

a Compétitions nationales et continentales officielles uniquement.

b Matchs officiels uniquement.
Dernière mise à jour le 26 février 2012.
Rory Lamont (dit Rudi), né le 10 octobre 1982 à Perth (Écosse), est un joueur de rugby à XV qui a évolué avec l'équipe d'Écosse de 2005 à 2012, aux postes d'Ailier ou d'arrière.

## Biographie
Rory est le frère cadet de Sean Lamont.
Il a évolué en club avec les Glasgow Warriors, les Sale Sharks, le RC Toulon avant de terminer revenir à Glasgow en 2011, mais il va être obligé de mettre un terme à sa carrière à cause d'une blessure à la cheville.

## Carrière

### En club
- 2000-2004 : Northampton Saints  Angleterre
- 2004-2007 : Glasgow Rugby  Écosse
- 2007-2009 : Sale Sharks  Angleterre
- 2009-2011 : Rugby club toulonnais  France
- 2011-2013 : Glasgow Rugby  Écosse

### En équipe nationale
Lamont connaît sa première cape internationale le 13 mars 2005 à l’occasion du tournoi des six nations 2005 dans un match contre le pays de Galles. Il participe à 5 Tournois des Six Nations et à 2 Coupes du monde. Sa 29e et dernière sélection a lieu le 26 février 2012 face à la France. 
Retiré des terrains, Rory Lamont se lance dans une campagne de sensibilisation concernant les commotions cérébrales subies par les joueurs de rugby.

## Palmarès

### En club
- Demi-Finaliste du Top 14 : 2010 (Face à l'ASM Clermont)
- Finaliste du challenge européen : 2010 (Face aux Cardiff Blues)

### En équipe nationale
- 29 sélections (26 février 2012)
- 30 points (6 essais)
- Sélections par années : 5 en 2005, 9 en 2007, 5 en 2008, 3 en 2009, 2 en 2010, 2 en 2011, 3 en 2012.
- Tournois des Six Nations disputés: 2005, 2007, 2008, 2010, 2012.

En coupe du monde :
- 2007 : 4 sélections (Portugal, Roumanie, Italie, Argentine) 4 essais
- 2011 : 1 sélection (Géorgie)